# ۵۵۹ (خورشیدی)
۵۵۹ پانصد و پنجاه و نهمین سال هجری خورشیدی است.